# Cortyta griaseacea
Cortyta griaseacea är en fjärilsart som beskrevs av Fawcett 1916. Cortyta griaseacea ingår i släktet Cortyta och familjen nattflyn. Inga underarter finns listade i Catalogue of Life.